# Joseph Vinoy
Joseph Vinoy, francoski general in politik, * 10. avgust 1803, Saint-Étienne-de-Saint-Geoirs (Isère), † 27. april 1880, Pariz.
Prvotno se je posvetil študiju teologije, nakar se je po nekaj letih semenišča odločil za vojaško kariero in se leta 1823 pridružil francoski Armadi. Kot narednik v 14. pehotnem polku je odšel leta 1830 v Alžirijo, kjer je z leti ob vojaških uspehih napredoval do čina polkovnika. V Francijo se je vrnil leta 1850. Med krimsko vojno (1853-1856) je služboval pod maršalom de Canrobertom že kot brigadni general. Zaradi izrednega vodenja v bitki pri Malakovu (1855) je napredoval v divizijskega generala. Kasneje v letu 1859 je kot vodja divizije pod maršalom  Nielom sodeloval v bitki pri Solferinu.
Upokojen leta 1863 se je ob izbruhu francosko-pruske vojne leta 1870 ponovno reaktiviral. Kot poveljnik 13. Armade se je ob debaklu v Sedanu spretno umaknil v Pariz. Ob njegovem obleganju je načeloval 3. Armadi v južnem predelu prestolnice. Ob odstopu predsednika Vlade narodne obrambe Trochuja 22. januarja 1871 je postal vojaški guverner Pariza. V nasprotju z mnenjem nekaterih članov Vlade vključno z Léonom Gambetto, podporniki stalnega boja proti Prusom, je Vinoy začel pogovore o kapitulaciji Francije.
Med Pariško komuno (18. marec - 28. maj 1871) se je z vojsko v Versaillesu uspešno zoperstavil komunardom ter ob prevzemu pobude zasedel palači Tuileries in Louvre. 6. aprila 1871 je prejel naziv Velikega kanclerja Legije časti. Leta 1877 je bil izvoljen za senatorja. Umrl je v Parizu 27. aprila 1880.
V njegovo čast je imenovana občina Vinoy v kanadskem Quebecu, od leta 1996 del občine Chénéville.

## Vir
1. 1 2  senat.fr
2. ↑  podatkovna baza Léonore — ministère de la Culture.
3. 1 2  data.bnf.fr: platforma za odprte podatke — 2011.
4. 1 2 3  Anonymous 1911.
5. ↑  »Chénéville (Municipalité)« (v francoščini). Commission de toponymie du Québec. Pridobljeno 8. januarja 2009.